# Eupithecia longipennata
Eupithecia longipennata is een vlinder uit de familie van de spanners (Geometridae). De wetenschappelijke naam van de soort werd voor het eerst geldig gepubliceerd in 1988 door Hiroshi Inoue.